# 飢餓海峡
『飢餓海峡』（きがかいきょう）は、水上勉の推理小説。
1962年1月から1962年12月まで週刊朝日に連載されたものの完結にはならず、その後、加筆し1963年に朝日新聞社にて刊行した。その後、文庫版では新潮文庫で刊行している。2005年には単行本として河出書房新社にて刊行、上編・下編構成になっている。
実際に同じ日に起きた洞爺丸事故と北海道の岩内大火をヒントに、時代を敗戦直後に置き換えて着想された。水上勉の代表作の一つで、推理作家から社会派の作家へと移行する時期の作品。戦後の貧困に喘ぐ時期を生きることになった多くの日本人の悲哀が、主たる登場人物に投影されている。
1965年に映画、また1968年・1978年・1988年にテレビドラマ、1972年・1990年・2007年に舞台が制作された。

## あらすじ
戦後まだ間もない昭和22年、北海道岩幌町の質店に強盗が押し入って大金を強奪したうえ、一家を惨殺し、証拠隠滅のため火を放つ事件が発生する。火は市街に延焼し、結果的に街の大半を焼き尽くす大火となった。その夜、北海道地方を襲った猛烈な台風により、青函連絡船・層雲丸が転覆して多数の死傷者が出る。翌日から現場で遺体収容に従事した函館警察署は、連絡船の乗船名簿と該当しない、身元不明の2遺体を発見する。
函館署の弓坂刑事は、身元不明の2遺体が質店襲撃犯3人の内の2人であり、強奪した金をめぐる仲間割れで殺されたと推測する。同じ頃、青森県大湊（現：むつ市）の娼婦・杉戸八重は、一夜を共にした犬飼と名乗る見知らぬ客から、思いがけない大金を渡される。悲惨な境涯から抜け出したいと願っていながらも、現実に押しつぶされかけていた八重に、その大金は希望を与えてくれるものだった。その後、犬飼を追跡する弓坂刑事が大湊に現れて八重を尋問するが、八重は犬飼をかばって何も話さなかった。八重は借金を清算して足を洗い東京に出るが、犬飼の恩を忘れることはなく、金を包んであった新聞と、犬飼が使った安全カミソリ（映画版では犬飼の爪）を肌身はなさず持っていた。 
10年後、八重はふと目にした新聞の紙面に驚愕する。舞鶴で食品会社を経営する事業家・樽見京一郎なる人物が、刑余者の更生事業資金に3000万円を寄贈したという。記事に添えられた樽見の写真には、行方が知れないままになっていた恩人・犬飼の面影があった。八重は舞鶴に赴くが、樽見と会った翌朝、彼女は海岸に浮かぶ死体となって発見された。当初は自殺と思われたが、東舞鶴署の捜査官・味村刑事は八重の懐中から樽見に関する新聞の切り抜きを発見し、彼女の死は偽装殺人であると看破する。
彼の執拗な捜査によって、10年前の台風の夜に津軽海峡の海上で起きた殺人事件の姿が徐々に浮かび上がり、捜査員らは、貧困の中で懸命に生きた者たちの想いや、その人生の悲劇を知ることになる。

## 書誌
- 『飢餓海峡』朝日新聞社、1963年9月。
- 『飢餓海峡』前・後 河出書房新社、1964年12月。
- 『水上勉選集 第3巻 飢餓海峡』新潮社、1968年。
- 『飢餓海峡』新潮社〈新潮文庫〉、1969年。改版（上・下）、2011年11月。 ISBN 978-4-10-114124-4, ISBN 978-4-10-114125-1
- 『水上勉社会派傑作選 4 飢餓海峡』朝日新聞社、1972年9月。
- 『水上勉全集 第6巻』中央公論社、1976年。
- 『改訂版 飢餓海峡』若州一滴文庫、1995年[4]。
- 『飢餓海峡 改訂決定版』上・下 河出書房新社、2005年1月。 ISBN 4-309-01692-8, ISBN 4-309-01692-8 - 晩年に水上がワープロの練習のために自ら入力し直し、それをもとに改稿したもので、私家版として若州一滴文庫から刊行されたのち、没後に公刊された。プロットは変更されていないが、ほぼ全ページにわたって修正が施されている[5]。

## 映像化・舞台化

### 1965年（映画）

#### 製作経緯
エンドクレジットにはないが、当時東映東京撮影所（以下、東撮）所長だった岡田茂（のち、同社社長）の企画。東映京都撮影所（以下、京撮）で時代劇『大菩薩峠』や『宮本武蔵』のシリーズ作品を撮り続けていた内田に「東撮で現代劇を撮ってもらいたい」と切望したのが映画『飢餓海峡』の企画の発端であった。当時東映は時代劇は京撮で、現代劇は東撮で撮影されていた。1961年9月、東撮所長に就任した岡田は当たる映画が一本もなかった同撮影所を“現代アクション路線”で復活させ、さらに『人生劇場 飛車角』『五番町夕霧楼』『王将』とヒット作を連打し、意気軒昂の岡田が東京オリンピックの行われる1964年に向けて、目玉作品として腐心の末決定したのが水上勉原作で当時単行本として出版されたばかりの『飢餓海峡』の映画化であった。企画推進に異常な熱意を燃やす岡田は内田を説得し、脚本に鈴木尚之を起用したが、東映社長・大川博（当時）から労組対策で再度京撮所長に戻れと命じられ、脚本の完成を見ずに、後事を辻野力弥に託し1964年2月京撮に転任した。このため岡田の名前はクレジットされていない。
大川社長はプログラムピクチャー二本立ての低予算主義をとっており、本作品は「金がかかりすぎる」という理由で一度東映に断られている。しかし内田の息子と阿部征司が、実際よりも安く済むように見せかけた予算表を提示して制作にこぎつけた。
脚本、撮影ともに難航、岡田の後、東撮所長として赴任した辻野は、北海道、東北地方での長期に渡る地方ロケ、および「W106方式」（後述）による撮影の障害などを考慮した莫大な予算の編成、獲得に活躍したが、半年後の1964年8月本社に転勤した。辻野の後は今田智憲が東撮所長に赴任と、期間中所長が三人も変わるという不安定さで、撮影所内が混乱し東撮も労使闘争を生んだ。今田は当時40歳、岡田と並び将来の東映を担うと当時評価されており、大川社長は、岡田と今田を東西の両撮影所所長に据えて、東映の新たな時代を築こうとしていた。
脚本
脚本の鈴木尚之は、1963年に全て岡田からの指示で『人生劇場 飛車角』(別人名義)『人生劇場 続飛車角』(相井抗名義)『武士道残酷物語』『宮本武蔵 二刀流開眼』『五番町夕霧楼』『おかしな奴』と6本の脚本を担当。以降、岡田のプロデュース作品に起用され、脚本は全て岡田と話し合いを重ねて完成させた。これらのハードな仕事をこなした信頼から岡田に本作の脚本に抜擢され、代表作とした。鈴木はこの後、巨匠たちから脚本指名を受けるようになり、「巨匠キラー」と呼ばれるようになった。「巨匠キラー 鈴木尚之」を作り出したのは岡田だった。
キャスティング

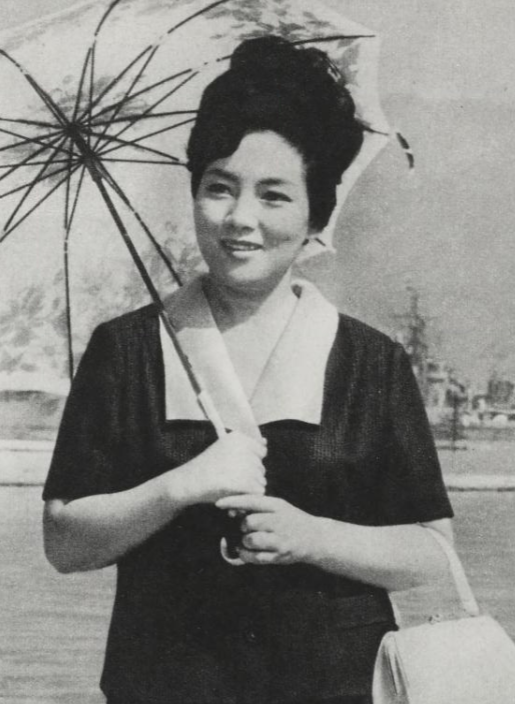
左幸子

ヒロイン・杉戸八重役には岡田が佐久間良子を推し、内田も了解した。しかし、岡田が京撮に戻ると内田が左幸子に変更した。「皮膚の表面でこの悲しい女を知っているのではなく、もっと深いところで理解するためには左幸子しか出来ない」と話した。また岡田は三國連太郎を嫌っていたため、三國の主役なら撮らせたくないと内田に伝えたが、内田が「これは三國以外にやれる人間はいないから、三國でなければ俺が降りる」と押し切った。三國は小林正樹監督の『怪談』と自身のプロダクション作品『台風』と3本の掛け持ちとなった。戦後日本映画に於いて偽善に満ちた悪漢を演じさせたら三國の右に出る者はいない。また高倉健の起用も内田の意向という。高倉は今日のイメージにないよく喋る若い刑事を一本調子で演じる。函館署の弓坂刑事役は、最初は原作の剣道の達人として描かれた力強さをイメージし、小杉勇がキャスティングされていたが、スケジュール調整が付かず。キャラを人生の負け組に変更させて、言葉に東北訛りが感じられるという単純な理由から山形生まれの伴淳三郎（愛称：バンジュン）がキャスティングされた。バンジュンは当時から知らぬ者はいない大人気の喜劇役者ではあったが、シリアスな役どころとしては未知数であった。バンジュン自身も「どうして私なんかに?」と思ったという。溝口健二とともに「映画史上、黒澤明よりも怖かった監督」とも評される内田は、バンジュンがうまい芝居をすると「御用、御用と言ってるんじゃないんだぞ」と馬鹿にした。「御用、御用」というのはバンジュンがまだ無声映画時代の時代劇で、端役の岡っ引をやっていた頃の芝居のセリフで、当時既に日本の代表的なコメディアンだったバンジュンにとっては屈辱的な掛け声だった。バンジュンはこの屈辱に耐え、見事に元刑事の老いを演じ切った。バンジュンと高倉、樽見京一郎（三國連太郎）の妻を演じた風見章子に対する内田の今日いうパワハラ演技指導は特に酷いものだったといわれる。風見は後半のバンジュンと高倉が三國と話す画面の奥で、台所で背中を向けるだけの芝居に、今日いうダメ出しを喰らわせて何度もリテイク指示を出したといわれる。高倉は「あのタヌキオヤジ」と悔しがっていたという。
撮影
1965年8月クランクイン。ロケは東京、下北半島、北海道、舞鶴の各地で行われた。映画の撮影にあたり内田は、現代の日本人全体がおかれている"飢餓"の状況を描くためには、従来の方法でダメだと思い、流麗な画面ではなく、苦渋に充ちた画面を求め、16ミリで撮影されたモノクロフィルムを35ミリにブロー・アップさせた「W106方式」を開発した。この方式によりザラザラとした質感や、現像処理で動く銅版画のような画調をもたらす「ソラリゼーション」など、当時の小型映画によく見られた実験的手法を積極的に導入して、映像はそれまでの日本映画のウェット感とは一線を画した渇いた硬質の印象をもたらした。
美術監督・森幹男が北海道や青森、東京の風俗街を丹念にロケハンした上で、東京パートでは、ヒロイン八重が働く池袋の闇市の一帯を200メートルに渡ってオープンセットを組み、復員兵からパンパン、GIなど、戦後風俗を代表する者たちを群集の中に配置し、割烹着姿の八重がパンパン狩りを避け、陸橋を横切り、広場で身を隠し、居酒屋に逃げ込む一連のシークエンスをクレーンを用いて長回しした。
夏秋冬と3シーズンをかけ撮影が終了したのが1964年12月初旬。クランクアップが予定より2週間遅れて1964年10月終わりとなったのは、内田が猛烈な台風により、連絡船が転覆して混乱する夜の函館湾を再現しようとしたからで、映画では冒頭となるこの函館ロケは上磯町七重浜（現在の北斗市）で行われ、東撮俳優陣が総出演。無名俳優は当地の消防団や漁師らに扮し、スタッフ、500人のエキストラともども大量の自動車を準備させて台風待ちという無謀なもので、内田のイメージする悪天候になかなかならず、撮影が延びに延び、何時現場招集が掛かるか知れない旅館の一室で待機すること二週間。ただちょうど東京オリンピックの会期中で、実況中継をのんびり鑑賞しながらの金も貰えての悪くない特典となった。
当初、映画の公開は11月の一本立て興行を予定していたが、封切は1965年1月に変更となった。
八重（左幸子）が父・長左衛門（加藤嘉）に共同浴場に浸かりながら、東京に行く決意を話すシーンは青森県むつ市の湯野川温泉で、本来は透明のため六一〇ハップで白濁させて撮影されたとされる。八重と犬飼/樽見（三國連太郎）が出会う列車は青森県川内町を走っていた川内森林鉄道だが、1970年に廃線になっている。
逸話
東京から遠いロケ地へ芸能記者が内田にコメントを取りに行き、内田に「この映画のテーマは何でしょう？」と質問したら、内田が天を指差し一言、「空だ」といった。
ロケに出発する日、三國連太郎が羽田空港で「鉄のカタマリが空を飛ぶはずがない。オレを殺す気か」とわめいた。函館の台風ロケが無事終了した後、北海道で主役絡みの撮影を続行中に東映に激震が走った。三國が失踪して行方不明となり撮影中断。再開見込みも立たず、数日後現場に戻って来た三國は三國を追って北海道に来た東撮の無名女優・志村妙子と道内を愛欲旅行をしていたと判明。志村妙子はその後東映を退社し、東映の誰もが忘れかけた時、文学座で杉村春子の後継者として太地喜和子と名前を変えて脚光を浴び、みんなびっくり仰天した。文学座は1977年2月に東横劇場で『飢餓海峡』の舞台公演をやったことがあり、太地は八重役を演じた。
カット事件
当時の東映は労働争議が拗れ、東撮所長の辻野力弥は責任を取らされて解任された。後任所長には今田智憲が就いたが、今田は営業畑出身の若い合理主義者だった。今田は巨匠内田に何の関心も抱いてなかった。
完成時の本作は192分1秒に及んだ。東映は本作をこの年秋の芸術祭参加作品として出品し、当初は1964年12月5日から16日までの興行を予定していた。東映としても上半期のフトコロ具合を左右すると考えていたため、完成の遅れには腹を立てていた。1964年11月中旬に1964年12月24日～1965年1月2日まで『顔役』との併映も検討され、1964年12月19日に関係者を集めた試写では、水上勉が感動のあまり涙をむせび、内田も「45年の私の映画生活中、最大の傑作」と満面の笑みを浮かべた。しかしこの試写の後、東映は1965年1月15日から番線映画として『あの雲に歌おう』との二本立て興行の一本として公開を決めた。書き入れ時の正月興行には長過ぎで不向きで、二本立ての一本としては上映時間ばかり喰って回転が利かず、興行者側から不満も声が上がったための処置で、今田所長はフィルムカットを決定した。しかし内田は聞き入れず、内田は第三者の監督を交えて話し合うつもりでいたが、時間的な都合もあり、内田と諒解がつかぬままに一方的に助監督だった太田浩児が今田の意向に沿ってカットを行った。内田は「監督の人格権侵害だ」と立腹し、「短縮版を封切るなら『監督・内田吐夢』の文字を外せ」と強く反発、「カット事件」として大騒ぎになった。清水晶は1964年12月29日付の産経新聞で、カット問題を批判し、1965年1月24日付の赤旗もカット事件を取り上げた。スポーツ紙は競って連日、大見出しで事件を報道し映画界も騒然となった。水上も内田に賛同し、宣伝のため出演予定だったテレビ番組も降り、「東映の非常識。二本立て興行より、一本のいい映画を上映した方がヒットするのに、そんなことが分からんとすればアホ」などとなじった。内田と今田は親子ほど年が離れており、また今田は長く営業畑にいて映画制作の現場は初めてということもあって話がこじれた。京撮に戻っていた岡田が内田と電話で話し、「大川社長と二人で話してくれ」と段取りをつけ、大川と内田の二者面談での歩みよりにより183分の修復版を作ることが決定した。この二人の歩みよりは、折衷案だという。岡田は著書で「直営館では183分の修復版、その他の契約館では167分の短縮版を上映するという条件を内田に私が飲ませた」と書いている。フィルムをカットした太田は著書で「所詮偉い人には頭を下げる内田に怒りを感じた」と述べている。
封切り
一本立興行と記述されることが多いが、正しくは五大都市のみ本作の一本立特別興行。その他の劇場は『あの雲に歌おう』（主演・本間千代子、監督・太田浩児）との二本立て。
183分の完全版（修復版）を上映したのは都内のわずか4館のみで、全国の他の劇場は166分47秒の短縮バージョンが上映された。後に本作が数多くの映画賞を受け、リバイバル上映が決定したときは、東映は一律に183分の完全版（修復版）を採用した。カットされたのは、ほとんどが伴淳三郎の出演シーンで、内田の意向でなかったため、内田は気にしてバンジュンを赤坂の一ツ木通りの飲み屋に誘って慰めた。
リバイバル上映
大川博の没後には完全版が再公開されており、1975年に大阪で183分完全版が先に公開され、1975年10月18日から10月30日まで、東京丸の内東映で完全版が単館公開された（他の劇場は『極道社長』『東京ふんどし芸者』）。札幌と福岡東映パラスでも公開されている。バンジュンは「これでオヤジさん（内田）の霊の鎮まるだろう」と話した。現在ソフト化されているのも完全版である。完成時のオリジナル版は2018年11月時点で見つかっていない。
興行成績
東映の社史には「本作は興行的にも大ヒットし、作品的にも高い評価を受けた」と書かれているが、公開終了直後に他社の幹部の座談会で以下のやりとりがある。森栄晃 (東宝文芸部長)「『飢餓海峡』も写真はよかったけれども、あまりパッとしませんでしたね」 池内弘（日活撮影所企画部長）「冷飯ですかね」 橋本正次（松竹映画製作本部第一企画室長）「冷飯とはちょっと違うけれども、小さいですよね」 森「へんな話だけれども『飢餓海峡』を東宝でやっていればお客さんが来たと思います。それをヤクザとエロを毎日やっている東映がポカッとやったから、東映のお客さんが戸惑っちゃったと思いますね」。
後日談
「カット事件」と莫大な予算超過の問題で、岡田以下幹部が大川社長から始末書の提出、減給処分を受けた。各人が書いた始末書の全文は一字の違いもなく、撮影所の掲示板に張り出され、見学者が後を絶たない程の酷い辱めを受けた。
東映との関係が拗れた内田は、契約通り「宮本武蔵シリーズ五部作」最終作『宮本武蔵 巌流島の決斗』を予算を削られて撮り終えた後、10年在籍した東映を1965年12月に退社した。同作品で巌流島の決闘（琵琶湖で撮影）シーンの撮影中に心筋梗塞で緊急入院。京都鳴滝の別邸を引き払い、神奈川県小田原市に転居。小田原城の堀に面した二階家に四畳半一間を借り、単身生活を続けた。朝はパン、昼は近所でうどん、夜は小田原駅の駅弁。海岸まで散歩し、目についた小石や流木を持ち帰った。フリーとなったことを聞きつけ、時折映画会社が企画を持ち掛けてきて、小田原滞在中に東映との関係を修復し『人生劇場 飛車角と吉良常』を撮った。1969年に身体の異変を感じた内田は4年滞在した小田原を引き払い東京笹塚の自宅に戻り、1970年春に自身の企画で東京映画/東宝による『真剣勝負』を撮ったが、撮影中に心臓発作で倒れ、慶應病院に搬送された。10日後に無理やり御殿場ロケに戻り、撮影を続行。映画は完成したが封切は決まらず、1971年2月に公開が決まった時は、内田はこの世にいなかった。銀行預金はなく財布には2,340円しか入っていなかったという。
スタッフ
- 製作：大川博
- 脚本：鈴木尚之
- 音楽：冨田勲
- 監督：内田吐夢

出演
- 樽見京一郎/犬飼多吉：三國連太郎
- 杉戸八重：左幸子
- 弓坂吉太郎刑事・元刑事：伴淳三郎
- 味村時雄刑事：高倉健
- 杉戸長左衛門：加藤嘉
- 本島進市：三井弘次
- 本島妙子：沢村貞子
- 荻村利吉東舞鶴警察署長：藤田進
- 樽見敏子：風見章子
- 小川：亀石征一郎
- 朝日館主人：曽根秀介
- 木島忠吉：安藤三男
- 和尚：山本麟一
- 来間末吉：沢彰謙
- 岩内署長：志摩栄
- 佐藤刑事：菅沼正
- 堀口刑事：関山耕司
- 戸波刑事：岡野耕作
- 唐木刑事：鈴木昭生
- 岩田刑事：八木貞男
- 田島清之助：外山高士
- 弓坂織江：進藤幸
- 葛城時子：安城百合子
- 沼田八郎：最上逸馬
- 町田：八名信夫
- 竹中誠一：高須準之助
- 巣本虎次郎：河合絃司
- 刈田治助：加藤忠
- 鉄：須賀良
- 辰次：大久保正信
- 下北の巡査：西村淳二
- 大湊の巡査：田村錦人

ほか

#### 受賞
- 第20回　毎日映画コンクール（1965年）
  - 監督賞：内田吐夢
  - 脚本賞：鈴木尚之
  - 男優主演賞：三國連太郎
  - 女優主演賞：左幸子
  - 男優助演賞：伴淳三郎
- 第11回　ホワイトブロンズ賞（1965年）
  - 主演男優賞：三國連太郎
- 第16回　ブルーリボン賞（1965年）
  - 脚本賞：鈴木尚之
- 第16回　芸術選奨（1966年）
  - 内田吐夢
- 日本映画技術賞（日本映画技術協会：当時）第19回（1965年度）
  - 特別賞（対象：東映化学と撮影グループ）
- NHK映画賞
  - 最優秀監督賞2位：内田吐夢
- シナリオ作家協会
  - シナリオ賞：鈴木尚之
- 第5回　日本映画記者会賞
  - 最優秀日本映画賞
- 第38回　キネマ旬報　日本映画ベスト・テン（1964年度）
  - 第5位

### 1968年（テレビドラマ）
NHK総合テレビジョンの「水曜劇場」（水曜 20:00 - 21:00）で放送。
- 放送日：1968年8月21日 - 9月18日（全5話）

スタッフ
- 制作：日本放送協会
- 脚本：石堂淑朗
- 音楽：小倉朗
- 演出：安部睦朗（第1話、第2話、第5話）、大原誠（第3話、第4話）

出演
- 杉戸八重：中村玉緒
- 樽見京一郎：高橋幸治
- 弓坂警部補：宇野重吉
- 八重の父：瀬川菊之丞
- 時子：根岸明美
- 木村：小松方正
- 勝見刑事：戸浦六宏
- 多吉の妻：鳳八千代
- 小泉七郎：坂東三津五郎
- 時子の父：菅井一郎
- 富貴屋の主人：柳谷寛
- 鈴木光枝
- 藤原釜足
- 波多野憲
- 語り手：鈴木瑞穂

### 1972年（舞台）
1972年、文学座により公演。
スタッフ
- 演出：木村光一

出演
- 樽見京一郎：高橋悦史
- 杉戸八重：太地喜和子
- 弓坂刑事：金内喜久夫
- 北村和夫
- 矢吹寿子
- 坂口芳貞

### 1978年（テレビドラマ）
フジテレビ系列の「ゴールデンドラマシリーズ」（土曜22:00 - 22:54）枠で放送。
- 放送日：1978年9月2日 - 10月21日（全8話）

スタッフ
- 制作：フジテレビ、バリアンツ
- 企画：今村昌平
- 監督：恩地日出夫、浦山桐郎[注 3]
- 脚本：石堂淑朗、富田義朗
- 音楽：真鍋理一郎
- 助監督：小栗康平

出演
- 弓坂刑事：若山富三郎
- 樽見京一郎：山﨑努
- 杉戸八重：藤真利子[注 4]

- 村野武範
- 河原崎長一郎
- 岡田英次
- 森本レオ
- 長谷川初範
- 八木昌子
- 浜村純
- 三条泰子
- 浜田晃
- 多々良純
- 小林昭二
- 神田隆
- 中島葵
- 小田切みき
- 殿山泰司
- 汐路章
- 松野達也
- 竹口安芸子
- 本山可久子
- 徳弘夏生
- 辻伊万里
- 永井玄哉
- 利根はる恵
- 大矢兼臣
- 河原裕昌
- 勝部演之
- 井上高志
- 鶴田忍
- 勝田久
- 長谷川諭

ほか

### 1988年（テレビドラマ）
フジテレビ系「男と女のミステリー」枠にて放映された。第15回放送文化基金賞を受賞。
- 放送日：1988年10月7日

当初は21:03 - 23:22枠で放送する予定だった。だが中日ドラゴンズのセ・リーグ優勝がかかった「中日×ヤクルト」（ナゴヤ球場、東海テレビ制作、実況：吉村功アナ[当時]、解説：谷沢健一・藤波行雄、フジテレビスタジオ：野崎昌一アナ）の試合中継が飛び込み、中日勝利→優勝シーンを見せたため、21:18 - 23:40枠に繰り下げて放送した。
スタッフ
- 監督：富永卓二
- 脚本：安倍徹郎
- 音楽：佐藤勝
- プロデュース：香取雍史
- 企画：酒井彰、松木征二
- 制作：フジテレビ、仕事

出演
- 弓坂刑事：仲代達矢
- 樽見京一郎：萩原健一
- 杉戸八重：若村麻由美
- 弓坂織江：藤村志保
- 味村刑事：益岡徹
- 函館署捜査一課長：勝部演之
- 葛城時子：岡本舞
- 沼田八郎：清水宏
- 木島忠吉：堀勉
- 巣本虎治郎：奥村公延（特別出演）
- 八重の父親：真弓田一夫
- 早川純一
- 署長：塚本信夫
- 内田勝彦
- 加藤治
- 長森雅人
- 高杉哲平

ほか

### 1990年（舞台）
1990年、地人会により公演。
出演
- 樽見京一郎：永島敏行
- 杉戸八重：石田えり
- 弓坂刑事：金内喜久夫
- 利根はる恵
- 金井大
- 松浪志保

### 2006年（舞台）
2006年、地人会により公演。
スタッフ
- 演出：木村光一

出演
- 樽見京一郎：永島敏行
- 杉戸八重：島田歌穂
- 弓坂刑事：金内喜久夫
- 杉戸長左衛門：飯田和平
- 大石源三：鈴木慎平
- 田島清之助、唐木刑事：蔵一彦
- 来間佐吉、本島進市：仲恭司
- 巣本虎治郎：井上文彦
- 味村時雄：押切英希
- 小川真次：白井圭太
- うた、恐山の巫女：松浪志保
- 本島妙子：山下清美
- 樽見敏子、あやめ：金沢映子
- 川口みね、たね、キリ子：玉木文子
- 葛原時子、さと、さつき：勝恵

| フジテレビ系 ゴールデンドラマシリーズ | フジテレビ系 ゴールデンドラマシリーズ | フジテレビ系 ゴールデンドラマシリーズ |
| 前番組                                | 番組名                                | 次番組                                |
| ------------------------------------- | ------------------------------------- | ------------------------------------- |
| Yの悲劇                               | 飢餓海峡（1978年版）                  | 火炎樹                                |
| フジテレビ系 男と女のミステリー       |                                       |                                       |
| 特捜婦警・遠山優子 （1988.9.30）      | 飢餓海峡（1988年版） （1988.10.7）    | 女くねり坂 （1988.10.14）             |

## 歌曲
- 石川さゆり「飢餓海峡」（作詞：吉岡治 作曲：弦哲也） - 1994年発売。歌詞は映画版に準拠したものとなっている、これは原作にはない脚本家・鈴木尚之の創案された"爪"の件からインスピレーションを受けた作詞のため[58]。作詞の吉岡治は鈴木からの指摘で設定の無断借用を認め、謝罪として作詞印税から支払いを行っている[58]。

## その他
- 青函連絡船の職員でもあった文筆家の坂本幸四郎は、自らの著書で、津軽海峡の直線距離や複雑な潮流、天候による海面状況などを考慮した場合、作中の「艪漕ぎ和船を使い津軽海峡を横断する」等の一部描写を現実的には不可能・物理的に無理があると記している[59]。
- 小説中の「岩幌町」のモデルとなり、映画のロケ地にもなった岩内町にある岩内町郷土館では、「飢餓海峡と岩内」という常設展示コーナーを設けており[60]、ロケ風景を写した写真をはじめとする資料などを見ることが出来る[2]。